# چهره (بازی ویدئویی)
چهره (انگلیسی: Visage) یک بازی ویدئویی در ژانر وحشت روان شناختی می‌باشد، این بازی توسط استودیو سداسکور توسعه یافته و در تاریخ اکتبر ۲۰۲۰ برای پلی استیشن ۴، ایکس باکس وان و مایکروسافت ویندوز منتشر شده‌است این بازی، چندی بعد نسخهٔ نسل نهمی دریافت کرد و با ارتقاهایی مانند بالاتر رفتن وضوح تصویر و نرخ فریم بر ثانیه، برای پلی استیشن ۵ و اکس باکس سری اکس و اس منتشر شد.